# Gonzalo Petit
Gonzalo Ezequiel Petit Abad (Carmelo, 21 settembre 2006) è un calciatore uruguaiano, attaccante del Mirandés in prestito dal Betis.

## Caratteristiche tecniche
Di ruolo centravanti, è in possesso di un'ottima tecnica che gli consente di agire anche come rifinitore.

## Carriera

### Club
Petit è cresciuto nel settore giovanile del Nacional, con cui ha firmato il primo contratto professionistico il 21 gennaio 2024. Ha debuttato in prima squadra il 13 luglio seguente nell'incontro di Primera División vinto 6-0 contro il Danubio, dove ha anche messo a segno la sua prima rete.
Il 18 luglio 2025 viene acquistato dal Betis. L'8 agosto 2025 viene ceduto in prestito al Mirandés.

### Nazionale
Ha giocato con la nazionale giovanile uruguaiana Under-17.
Nel 2025 ha partecipato al campionato sudamericano Under-20, nel quale ha messo a segno 2 reti in 8 partite giocate.

## Statistiche

### Presenze e reti nei club
Statistiche aggiornate al 5 agosto 2024.
| Stagione        | Squadra         | Campionato      | Campionato | Campionato | Coppe nazionali | Coppe nazionali | Coppe nazionali | Coppe continentali | Coppe continentali | Coppe continentali | Altre coppe | Altre coppe | Altre coppe | Totale | Totale | Totale |
| Stagione        | Squadra         | Comp            | Pres       | Reti       | Comp            | Pres            | Reti            | Comp               | Pres               | Reti               | Comp        | Pres        | Reti        | Pres   | Reti   |        |
| --------------- | --------------- | --------------- | ---------- | ---------- | --------------- | --------------- | --------------- | ------------------ | ------------------ | ------------------ | ----------- | ----------- | ----------- | ------ | ------ | ------ |
| 2024            | Nacional        | PD              | 4          | 2          | CU              | 0               | 0               | CL                 | 0                  | 0                  |             | -           | -           | 4      | 2      |        |
| Totale carriera | Totale carriera | Totale carriera | 4          | 2          |                 | 0               | 0               |                    | 0                  | 0                  |             | -           | -           | 4      | 2      |        |

## Palmarès

### Club

#### Competizioni nazionali
- Supercopa Uruguaya: 1

Nacional: 2025